# 豊通ニューパック
豊通ニューパック株式会社（英:  Toyotsu Newpack Co.,Ltd ）は、愛知県みよし市打越町石坂に本社を置く、総合梱包用品（段ボール等）の製造・販売を手掛ける豊田通商とレンゴーによる合弁会社。

## 沿革
- 1959年（昭和34年）10月 - 日東段ボール株式会社として法人設立[1]。当初の資本金は500万円であった[1]。
- 1960年（昭和35年）2月 - 名古屋市北区福徳町22番地において操業を開始した[1]。
- 1963年（昭和38年）6月 - 工場を愛知県西春日井郡春日町大字落合字振形1番地に移転[1]。また、豊田通商の資本参加により資本金を1,100万円まで増資[1]。
- 1976年（昭和51年）2月 - 本社を工場所在地に移転[1]。
- 1986年（昭和61年）
  - 7月 - 商号を豊通ニューパック株式会社へ変更する[1]。
  - 9月 - レンゴーが資本参加し、資本金を7,000万円まで増資する[1]。
- 2005年（平成17年）1月 - 本社を西加茂郡三好町大字打越字石坂1-1に移転する[1]。
- 2010年（平成22年）4月 - 豊田通商が保有する株式を豊通テキスタイル（現:豊通マテックス）に移転し、豊田通商の孫会社となる[1]。
- 2015年（平成27年）3月 - 豊通マテックス保有株式を再び豊田通商に移し、豊田通商の子会社に戻る[1]。
- 2017年（平成29年）8月 - 尾張センターを愛知県愛西市大野町に開設

## 事業所
- 本社
  - 〒470-0213 愛知県みよし市打越町石坂2-1
- 名古屋出張所
  - 〒450-0002 愛知県名古屋市中村区名駅5丁目31-10 リンクス名駅ビル5F
- 尾張センター
  - 〒496-0922 愛知県愛西市大野町茶木99-1

## 経営陣
- 代表取締役社長
  - 榎並 幹人（元:豊田通商株式会社 執行役員）
- 取締役
  - 中山 弘揮（豊田通商株式会社 執行幹部）
  - 伊藤 俊明（元:豊田通商株式会社 物流事業部長補）
  - 山川 治人（レンゴー株式会社 理事）
- 監査役
  - 遠藤 昭弘（豊田通商株式会社 ロジスティクス事業部長）

## 事業
- 総合梱包用品の製造・販売
- 各種包装業務の請負
- 各種包装器及び物流システムの販売とリース
- 古紙の売買業
- 通販サイト（Amazon）での段ボール販売